# 業平橋 (墨田区)

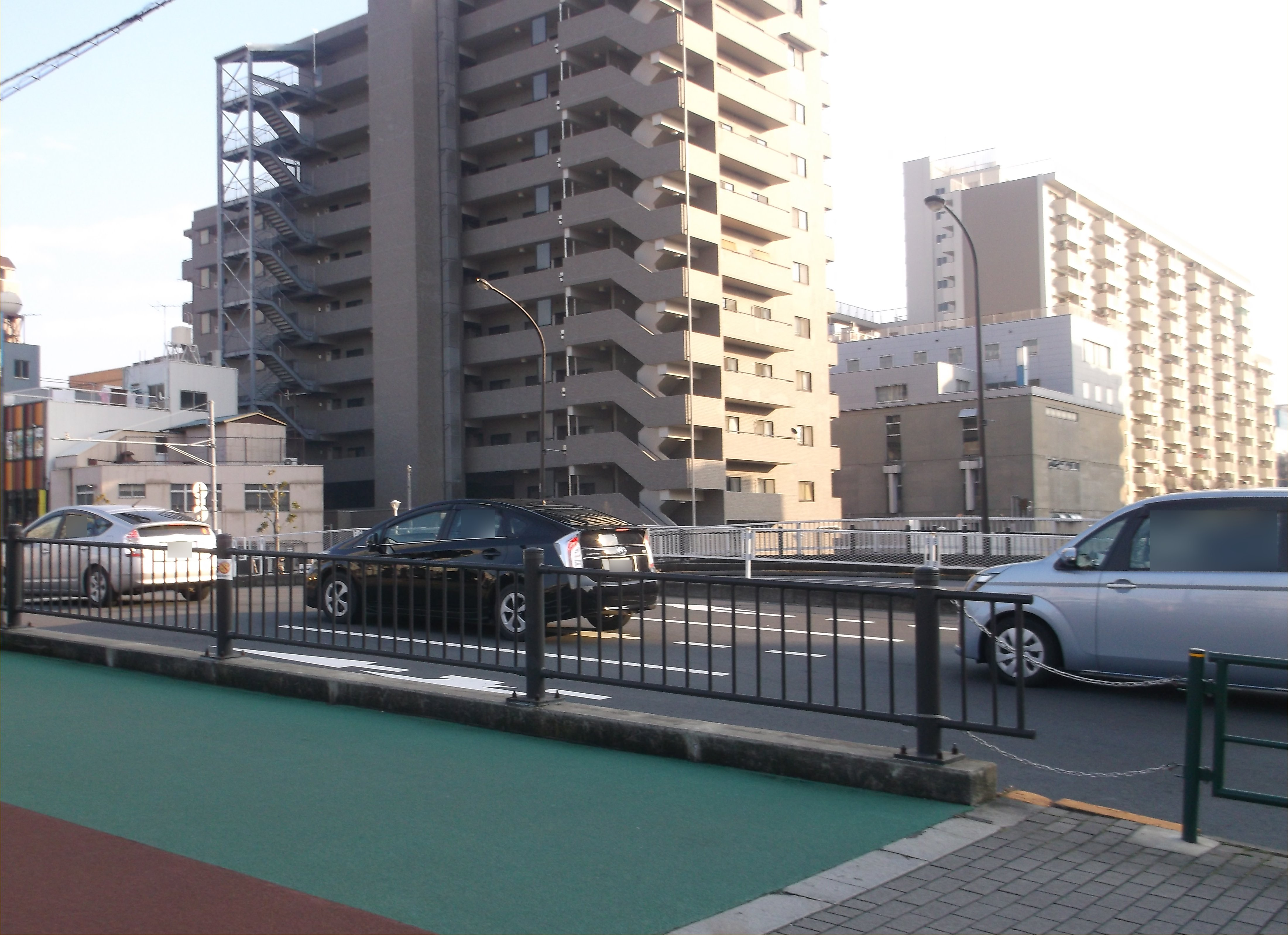
業平橋（2014年撮影）

業平橋（なりひらばし）は、大横川（現・大横川親水公園）に架かる橋。東京都墨田区業平1丁目と吾妻橋3丁目を結んでおり、浅草通り（東京都道453号本郷亀戸線）を通す。
創架は寛文2年（1662年）と伝えられ、『新編武蔵風土記稿』（巻之二十四、葛飾郡之五）には、「業平橋　横川に架す、長七間幅二間の板橋なり寛文二年伊奈半十郎奉行して掛渡せり、業平天神の社辺なるを以て其名とす」と記されている。現在の橋は昭和5年（1930年）に架設されたもの。

## 橋名の由来
この橋の名の由来となったのは、南蔵院（現、葛飾区水元、昭和元年に転出）の境内にあった業平天神社（現存せず、現・吾妻橋三丁目6番）という神社である。江戸時代初期に開かれたといわれ、その由緒は、在原業平が亡くなった場所に建てられた業平塚に由来する（『江戸名所記』）といわれる。ただし、業平塚については、力士成川運平の墓が業平の墓に転じたという説（『遊歴雑記』）、里見成平の墓という説（『本所雨やどり』）など諸説あり、『江戸名所図会』には「当社の伝説粉々として詳らかならず」と記されている。歴史研究者の石川悌二は「業平天神の由来は定かではないが、業平塚と里人がよんでいた塚は古くからこの地にあって、考古学の鳥居龍蔵博士はそれを上代の舟形式古墳であると推定した。要するに伝承が伝承を生んで業平天神の社祠が建立されたものであろう」と推測している。
業平天神社および業平橋は周辺地域の地名の由来となっている。1872年（明治5年）に業平天神社の前にある土地であることから、小梅業平町（現・東駒形四丁目）が誕生したのをはじめ、1891年（明治24年）に業平橋の東詰ということで中ノ郷業平町（現・業平一丁目）が新設された。現在の墨田区業平一〜五丁目は、1967年（昭和42年）の住居表示制度実施に際し、平川橋一〜五丁目を合併して成立した。旧町名の「平川橋」は業平橋の南側に架かっていた大横川の橋に由来するが、この橋は2011年（平成23年）に撤去され、現在は道路となっている。
橋の北東にある東武伊勢崎線（東武スカイツリーライン）のとうきょうスカイツリー駅は、1931年（昭和6年）から2012年（平成24年）の間、本橋に因む「業平橋駅」を名乗っていた。